# 羅克菲什 (北卡羅萊納州)
羅克菲什（英語：Rockfish）是位於美國北卡羅萊納州霍克縣的普查規定居民點。

## 人口
根據2020年美國人口普查的數據，羅克菲什的面積為13.14平方千米，當中陸地面積為12.83平方千米，而水域面積為0.31平方千米。當地共有人口3383人，而人口密度為每平方千米257.46人。